# Adwoa Aboah
Adwoa Caitlin Maria Aboah (18 de mayo de 1992) es una modelo británica. En diciembre de 2017  apareció en la portada de Vogue británica. También ha sido portada de Vogue americana, Vogue Italia, Vogue Polonia y i-D. En 2017, la industria de moda la eligió Modelo del Año en models.com.

## Inicios
Adwoa Aboah nació en Westminster, Londres, Inglaterra. Sus padres son Charles  Aboah y Camilla Lowther, quienes también están en la industria de moda; su padre como jefe de locaciones y su madre es agente de talentos. Adwoa significa "nacida el lunes" (ella nació un lunes). Su hermana Kesewa también es modelo. La familia de su madre, los Lowther, son miembros de la nobleza británica encabezada por el conde de Lonsdale. El bisabuelo materno de Aboha fue Anthony  Lowther, vizconde de Lowther. Aboah se graduó de la Universidad Brunel en 2013 con un grado en Drama Moderno.

## Carrera
Aboah ha modelado para Calvin Klein, Fendi, DKNY, Alexander Wang, Theory, H&M, Aldo, Versus (Versace), Topshop, Fenty x Puma, Kenzo, Simone Rocha, y Erdem entre otros.
Aboah tiene una organización para mujeres jóvenes llamada Gurls Talk.
En 2017. Interpretó a Lia en la adaptación de Hollywood del manga japonés Ghost in the Shell.
En 2018 participó en un anuncio para la base de maquillaje de Revlon  PhotoReady Insta-Filter. Aboah fue nombrada "Mujer del Año por la revista GQ británica en 2017.

## Vida personal
Aboah ha sufrido depresión y drogadicción, dos problemas que ha superado.